# Enstatite
L’enstatite est une espèce minérale du groupe des silicates sous-groupe des inosilicates. Il fait partie de la famille des pyroxènes, de formule  Mg2Si2O6 avec des traces notamment de Fe, Ca, Al, Co, Ni, Mn, Ti, Cr, Na, K. Les cristaux peuvent atteindre 40 cm.

## Inventeur et étymologie
Décrite par le minéralogiste allemand Gustav Adolf Kenngott en 1855, le nom provient du grec enstates, « je résiste », en raison de l’infusibilité (pour l'époque) de ce minéral.

## Topotype
Berge (colline) Zdár, Ruda nad Moravou, Moravie, Tchéquie.

## Cristallographie
Il existe trois polymorphes :
- le polymorphe de haute température et basse pression (protoenstatite) existe seulement pour le pôle magnésien ;
- les polymorphes de basse température sont monocliniques :
  - la clinoenstatite ;
  - la clinoferrosilite.

Il existe deux polymorphes monocliniques, de haute température (clinoenstatite haute, clinoferrosilite haute : groupe d'espace C 2/c), et deux de basse température (clinoenstatite basse, clinoferrosilite basse : groupe d'espace P 21/c).
Paramètres de la maille conventionnelle : {\displaystyle a} = 18,228 Å, {\displaystyle b} = 8,805 Å, {\displaystyle c} = 5,185 Å ; Z = 8 ; V = 832,18 Å3.
Densité calculée = 3,20 g cm−3.

## Cristallochimie
L'enstatite forme une solution solide complète avec la ferrosilite Fe2Si2O6. 
La composition intermédiaire MgxFe2-xSi2O6, est connue sous le nom d'hypersthène bien que ce nom soit abandonné et remplacé par orthopyroxène. Quand il est déterminé on en donne les proportions d'enstatite (En) et de ferrosilite (Fs), par ex. (En80Fs20), voire plus fréquemment la seule proportion d'enstatite, En80 pour l'exemple précédent.

## Synonymie
- amblystegite
- chladnite
- ficinite

## Variété
- bronzite

## Gîtologie
Les cristaux isolés sont rares mais l'orthopyroxène est un constituant essentiel de différents types de roches ignées ou métamorphiques. Les orthopyroxènes magnésiens existent dans les roches plutoniques comme les gabbros et la diorite. Ils peuvent former des phénocristaux ou des masses de grains dans les roches volcaniques comme les basaltes, les andésites ou la dacite.
L'enstatite (environ En90) est un minéral essentiel des péridotites et des pyroxénites du manteau terrestre.
Les xénolithes de péridotite se trouvent aussi fréquemment dans les kimberlites et dans certains basaltes. Les mesures des quantités de calcium, aluminium et chrome de ces xénolithes sont un des moyens principaux pour déterminer à quelles profondeurs se sont formés ces xénolithes ultérieurement arrachés et emportés lors de la remontée des magmas.
L'orthopyroxène est un constituant important de certaines roches métamorphiques comme les granulites.
L'orthopyroxène très proche de l'enstatite pure existe dans certaines serpentines métamorphosées.
L'enstatite est un minéral commun des météorites : on en a trouvé des cristaux dans les météorites primitives, les chondrites, comme dans les météorites différenciées, les achondrites. Dans les premières, elle peut se présenter sous forme de petites masses sphériques appelées chondres.

### Minéraux associés
Clinopyroxène, diopside, olivine, phlogopite,  pyrope, spinelle.

## Critères d'identification
L'enstatite et les autres pyroxènes orthorhombiques se distinguent de la série monoclinique :
- par leurs caractéristiques optiques comme une extinction directe, une beaucoup plus faible double réfraction et un pléochroïsme plus important ;
- par un clivage parfait dans deux directions à 90 degrés.